# 瓦尔泰利纳地区蒙塔尼亚
瓦尔泰利纳地区蒙塔尼亚（義大利語：Montagna in Valtellina，意为“瓦尔泰利纳地区的山”）是意大利松德里奥省的一个市镇。总面积48平方公里，人口3007人，人口密度62.6人/平方公里（2009年）。国家统计（ISTAT）代码为014044。